# Uniformes e armas dos exércitos chineses de 1832 a 1949
Os uniformes e armas dos exércitos chineses são os trajes militares e armamentos dos combatentes e soldados chineses desde a época da Primeira Guerra do Ópio (1832) até o advento da República Popular da China (1949).

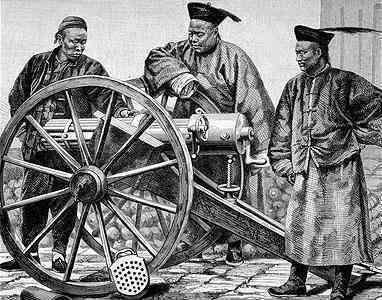
Oficiais do exército do Império Qing estudando uma metralhadora Montigny durante o período do Movimento de Autofortalecimento.

## Da Primeira Guerra do Ópio ao advento da República (1832–1911)

### Exército Imperial

Bandeira da Dinastia Qing, 1889.

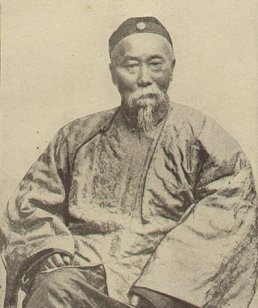
Li Hongzhang (1823-1901), general do exército imperial.

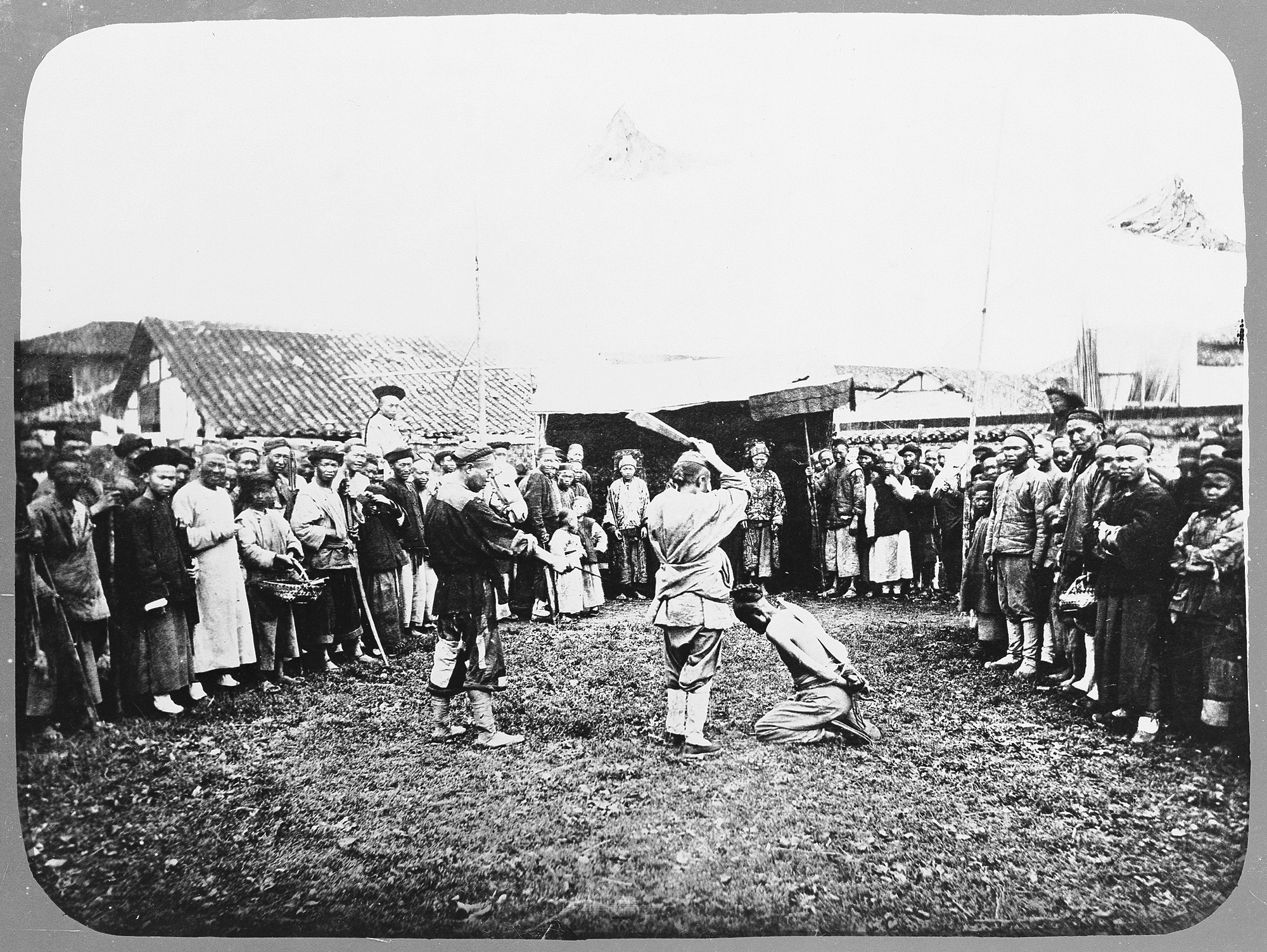
Decapitação na China no século XIX.

Ainda mais do que o estabelecimento e desenvolvimento das primeiras ligações comerciais com a Europa, a Primeira Guerra do Ópio constituiu um verdadeiro "choque de civilizações" entre o Império Celestial e a Europa então em plena expansão tecnológica, industrial e colonial, opondo-se a uma força expedicionária franco-britânica "moderna" profissionalizada a um exército chinês ainda fortemente medieval no seu armamento e organização.
Foram necessárias mais três pesadas derrotas militares contra potências estrangeiras (Segunda Guerra do Ópio, Guerra Franco-Chinesa e Primeira Guerra Sino-Japonesa) antes que a China empreendesse uma tímida modernização do seu exército no final do século XIX. A comparação entre a evolução das sociedades chinesa e japonesa nesta segunda metade do século XIX é sintomático da evolução tecnológica totalmente divergente dos exércitos destes dois países.
A sociedade japonesa que Perry descobriu em 8 de julho de 1853 era uma sociedade militarizada de clãs familiares feudais. Guerreiros profissionais, grandes conhecedores de armas, os samurais interessaram-se imediatamente em adquirir o armamento dos europeus para usá-los como instrumento para manter o seu poder sobre a sociedade civil, permitindo-lhes resolver vitoriosamente as suas rivalidades entre clãs. O Imperador Mutsohito impôs com autoridade a modernização do seu país (Restauração Imperial e Era Meiji) ao criar um exército nacional em 1873. Em 1877, após o esmagamento de uma última revolta conservadora de samurais, estes últimos, endurecidos pela batalha, tornaram-se a única força armada do Japão e lançaram-se resolutamente num vasto programa de modernização e conquista.
A China foi, por sua vez, governada por uma burocracia decadente, esclerótica e corrupta ao serviço de uma dinastia Qing que era bastante mal tolerada pelos hans, que a consideravam o legado de uma invasão bárbara humilhante. Nem havia qualquer sentido de unificação da identidade nacional na China. Ao contrário do que aconteceu no Japão, os mandarins e eunucos da corte chineses, detentores do verdadeiro poder político, pouco se interessaram pelas armas dos "Bárbaros Nariz-Comprido", e muito mais aos produtos de consumo e de luxo que ofereciam em troca de produtos chineses. A China emergiu enfraquecida do choque de civilizações e viu-se mergulhada em mais de um século de agitação e guerra civil (1832–1949), enquanto o Japão rapidamente se tornou a potência regional, desafiando os seus antigos mentores ocidentais. Durante a Rebelião dos Boxers (1899–1901), os chineses ainda usavam alabardas e canhões de bronze — incluindo algumas unidades do Exército Imperial — enquanto os soldados de infantaria japoneses que defendiam a sua embaixada usavam o fuzil de repetição nacional Arisaka que, modernizado, permanecerá em serviço até 1945... e mesmo até 1949 nas mãos das facções envolvidas na Guerra Civil Chinesa.
Após a Rebelião dos Boxers, o governo Imperial finalmente tomou a decisão de modernizar o exército do Império, cabendo a iniciativa aos grandes dignitários militares. A partir de 1910 surgiu um uniforme padrão, nas versões verão (cáqui) e inverno (azul da Prússia), ambos em algodão. Uma Guarda Imperial também foi criada em 1908, inicialmente composta exclusivamente por manchus (até 1910), distinguida do exército regular pelo seu uniforme cinza. Um corpo de gendarmaria também foi criado em 1910, vestindo um uniforme cinza-azulado. Mas, ao mesmo tempo, ainda existem tropas de milícias provinciais, ainda equipadas à moda antiga. Em 1911, quando eclodiu a Rebelião de Wuchang, o exército imperial tinha cerca de 200.000 homens nas suas unidades modernizadas, chamadas Lu-chun. Mas, infelizmente para o regime imperial, eles foram em massa para a oposição, permanecendo leais ao regime apenas as tropas provinciais mal-equipadas.